# Andrea del Verrocchio
Andrea di Michele di Francesco de' Cioni, bedre kendt som Andrea del Verrochio (født ca. 1435, død 7. oktober 1488), var en florentinsk kunster, som lavede malerier, statuer, støbninger og arkitektur. Han havde et værksted i 1400-tallet, hvor han havde flere kendte kunstnere, hvor den mest kendte nok er Leonardo da Vinci. Leonardo kom i lære hos Verrocchio i 1469, og de arbejde sammen på flere bestillinger til Verrocchios værksted. Leonardo da Vinci blev hos Verrochio nogle år efter at han blev færdig med sin uddannelse, selvom Leonardo havde masser af muligheder for at starte sig eget værksted.